# Pedra do Bacamarte
A Pedra do Bacamarte é um monólito de gnaisse cujo ponto culminante situa-se na região da Serra de Baturité, no estado brasileiro do Ceará. Um dos principais pontos turísticos da cidade de Palmácia, a Pedra do Bacamarte é uma formação rochosa peculiar e única na Região Nordeste do Brasil, comparada, em forma, ao Morro do Pão de Açúcar do Rio de Janeiro. O acesso a ela é feito por trilhas, mas pode ser vista pela CE-065 na região da Água Verde, e na mesma rodovia no sentido Palmácia-Pacoti.

## Origem do nome

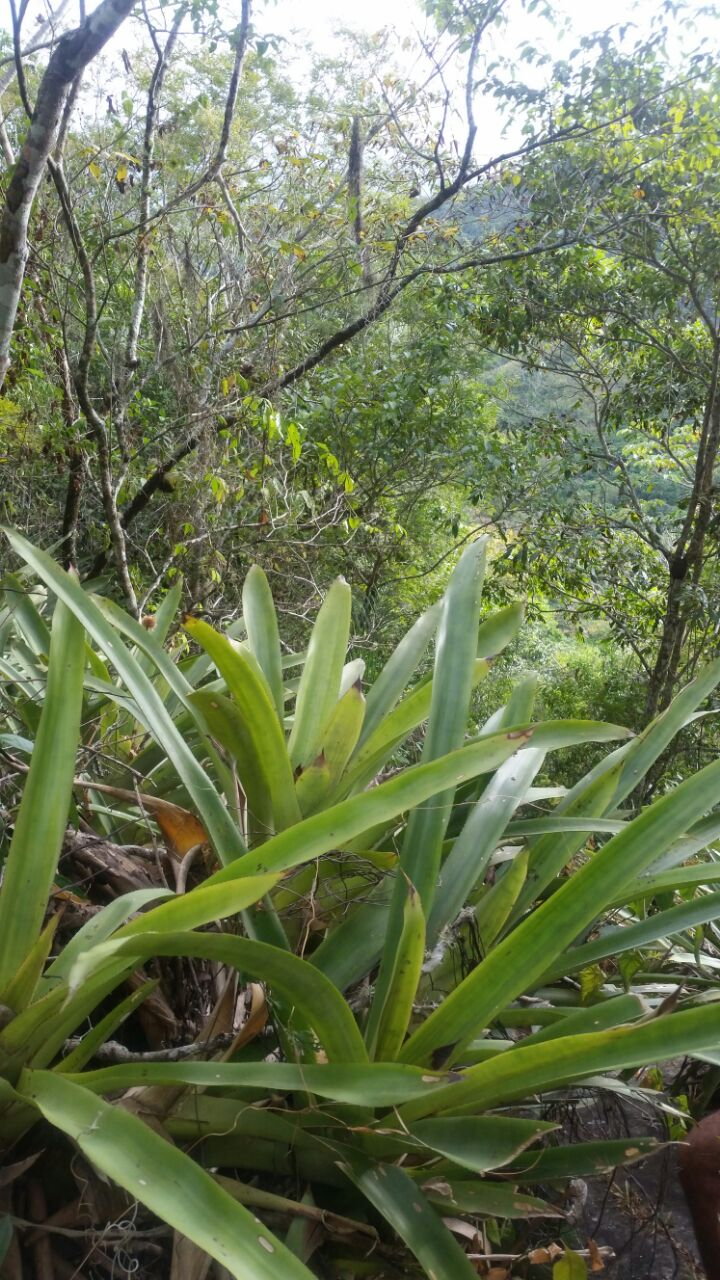
Flora na Pedra do Bacamarte

O batismo da formação rochosa se deu a partir da arma de cano curto e largo de mesmo nome, de uso comum na caça aos jacus durante expedições na região.Segundo a história oficial,no início do século XX,um caçador de jacus foi em busca do referido animal nas proximidades da pedra,entretanto logo foi supreendido por um ataque de cobra e assim,deixou cair seu bacamarte,voltando para Palmácia,o expedicionário relatou o fato a conhecidos e dizia: "Ainda volto para buscar meu bacamarte naquela pedra",logo o nome popularizou-se como Pedra do Bacamarte. 

## Ecossistema
O bioma da Pedra do Bacamarte é caracteristicamente de Mata Atlântica secundária e ainda apresenta algumas espécies da Caatinga. A área da Floresta do Bacamarte ainda é preservada e existem resquícios das matas originais e inexploradas nos pontos de difícil acesso. A água é muito escassa nas partes altas, porém, nas bases, é possível encontrar pequenas cachoeiras e córrego dentro das densas florestas,entretanto já bem próximo ao cume da pedra é possível verificar uma pequena nascente,conhecida popularmente como olho d'água, a mais de 800 metros de altitude.

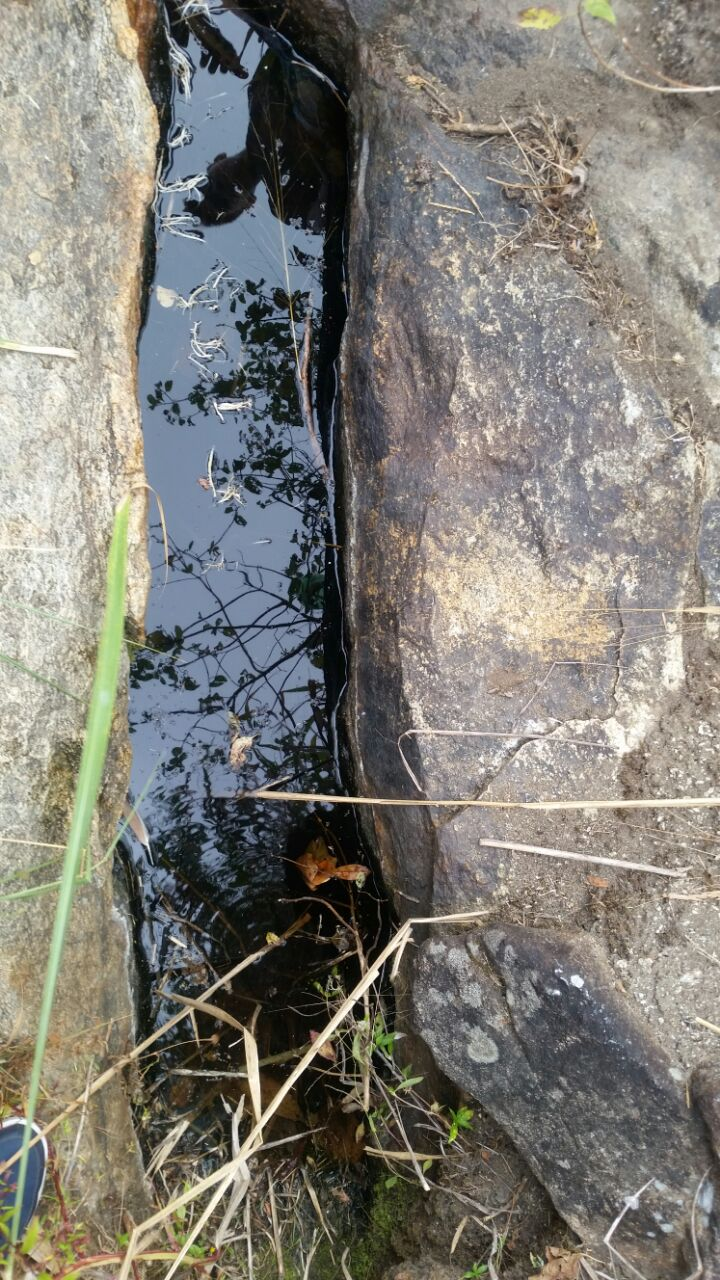
Olho d'água próximo ao cume da Pedra do Bacamarte.

## Ecoturismo e trilhas

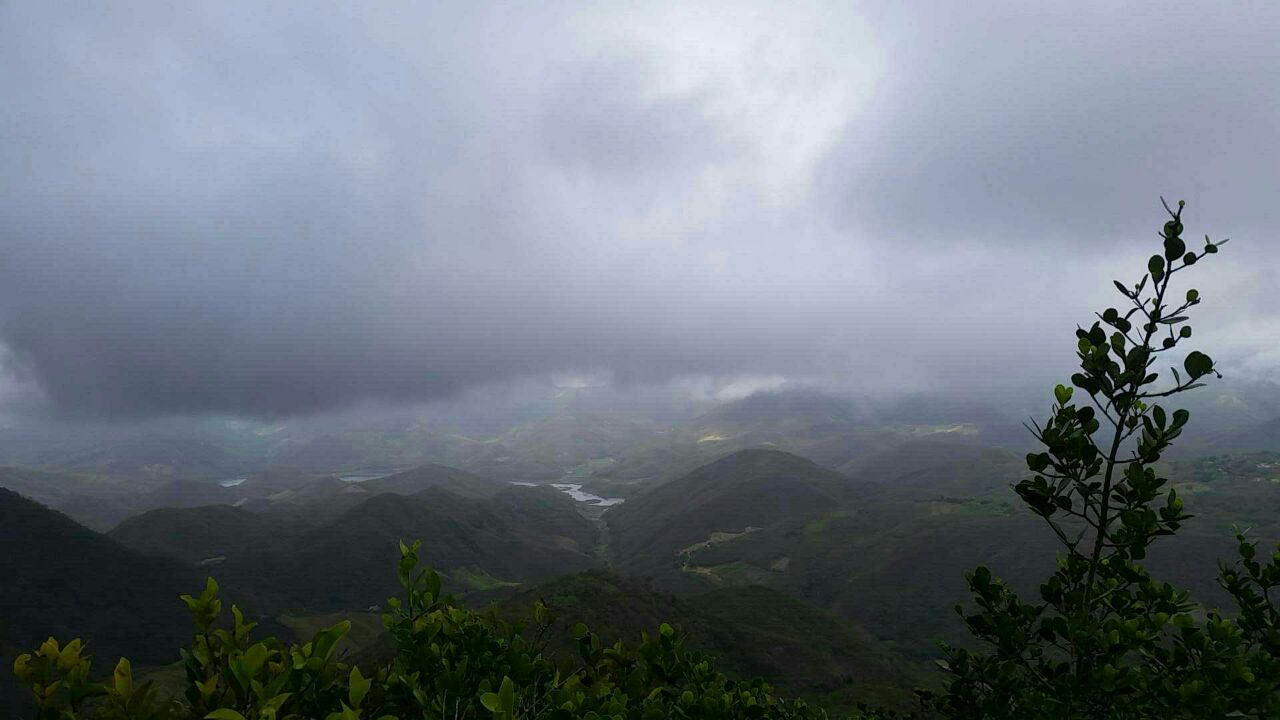
Pedra do Bacamarte - Vista Norte

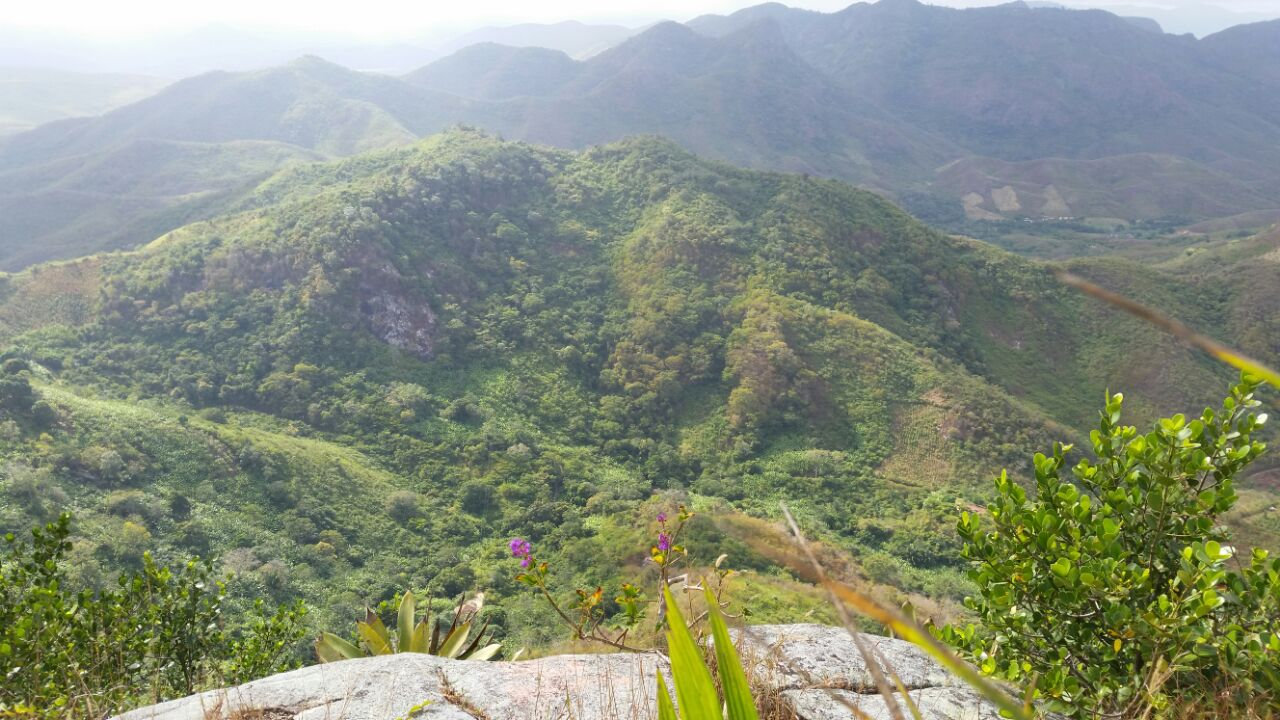
Visão Leste da Pedra do Bacamarte.

Para chegar a Pedra do Bacamarte,pode-se ir de carro até a localidade do Bacamarte e de lá seguir pela trilha principal,por não ser bem sinalizada,é preciso de um guia para não se perder nas trilhas secundárias,que não levam ao topo do monólito. A trilha apresenta dificuldade elevada,em alguns pontos é preciso de auxílio de cordas para passar pelas pedras.
Embora a trilha esteja repleta de dificuldades,a Pedra do Bacamarte é famosa por ter uma das melhores vistas da região serrana. Do topo,da vista Norte tem-se visão dos açudes da Água Verde, Botija, Bu e de cidades como Maranguape,Caucaia e Fortaleza.Da vista Leste possível avistar, ainda, o Açude Acarape do Meio e as dunas do litoral da cidade de Fortaleza e de Aquiraz,além do território dos municípios de Guaiuba,Redenção,Pacatuba e Acarape. Da vista Oeste é possível avistar a Pedra da Torre da Lua,o Serrote do Gigante e os sertões de Caridade e Paramoti. Da vista Sul é possível admirar as montanhas dos municípios de Pacoti,Guaramiranga e Mulungu. O trajeto das trilhas para os pontos mais altos, no entanto, é considerado de grande dificuldade.

## Na ficção
A pedra do Bacamarte foi usada como cenário de inspiração de vários poemas de escritores famosos como José Rebouças Macambira,um dos maiores linguistas do Brasil.